# Champcerie
Champcerie é uma comuna francesa na região administrativa da Normandia, no departamento Orne. Estende-se por uma área de 8,58 km². Em 2010 a comuna tinha 169 habitantes (densidade: 19,7 hab./km²).